# Ridge Wood Heights
Ridge Wood Heights – jednostka osadnicza w Stanach Zjednoczonych, w stanie Floryda, w hrabstwie Sarasota.